# Sister Cities
Sister Cities es una película independiente estadounidense de drama estrenada el 17 de septiembre de 2016, dirigida por Sean Hanish y basada en la internacionalmente aclamada obra de teatro del mismo nombre de 2006 por Colette Freedman. Las protagonistas de la película son Stana Katić, Jess Weixler, Michelle Trachtenberg, y Troian Bellisario como las cuatro hermanas junto con Jacki Weaver, Alfred Molina, Amy Smart, y Tom Everett Scott que completan el resto del elenco.

## Argumento
Cuatro distanciadas hermanas tan diferentes como las ciudades por las que fueron nombradas se reúnen para llorar por lo que ellas creen que es el suicidio de su madre.

## Reparto
- Jacki Weaver como Mary Baxter.

- Amy Smart como Mary de joven.

- Stana Katić como Carolina.

- Kaia Gerber como Carolina de joven.

- Jess Weixler como Austin.

- Ava Kolker como Austin de joven.

- Michelle Trachtenberg como Dallas.

- Karina Levine como Dallas de joven.

- Troian Bellisario como Baltimore.

- Serendipity Lilliana como Baltimore de joven.

- Alfred Molina como Mort.
- Tom Everett Scott como Brady.
- Aimee Garcia como Sarah.
- Kathy Baker como Janis.
- Peter Jason como el Dr. Timmins.
- Patrick Davis como Carlos.
- Colette Freedman como Brontë.

## Producción

### Casting
El 16 de julio de 2015, Kaia Gerber fue elegida como Carolina de joven. El 20 de julio de 2015, se confirmó que Troian Bellisario, Stana Katic, Jess Weixler, y Michelle Trachtenberg habían firmado para interpretar a las cuatro hermanas, Baltimore, Carolina, Austin y Dallas, respectivamente. Al día siguiente, se confirmó la participación de Jacki Weaver y Amy Smart, como Mary y Mary de joven, respectivamente, junto con Alfred Molina. Aimee Garcia se unió al elenco como Sara, una amiga de una de las hermanas.

### Rodaje
La fotografía Principal comenzó el 10 de julio de 2015 en Los Ángeles cuando, después de que "tras alrededor de 3 tiros en el rodaje" una granada fue encontrada en el set de rodaje y la producción se detuvo durante 2 horas.